# 白纸世代
白纸世代，又称白纸一代，是2022年中国白纸运动中兴起的新一代中国持不同政见青年，多为90后和00后。

## 简介
白纸运动的主力是青年学生。2022年中国领导人习近平在接见欧盟官员时也称，白纸运动爆发主要是因为在经历了3年的新冠疫情后，学生或青少年为首的民众感到沮丧。
白纸世代大多出生于1990年到2006年，被称为“后八九六四新世代”，常被与亲历1989年天安门运动的学生领袖“六四一代”相比较，后者以60后、70后居多。评论认为，白纸世代的青年时代面对的是日渐独裁、封闭乃至动荡的中國，同时也更有希望推动中國發生历史性變革。
与六四一代相比，白纸世代更具有性别平等意识。白纸运动发生在MeToo运动之后，很多中国年轻女性和LGBTQ群体已经觉醒。与此同时，白纸运动后纪念六四运动的活动中，不少白纸世代的年轻人加入其中。白纸世代将白纸运动视为对八九民主运动的传承，白纸世代同样渴望在中国实现自由民主。白纸世代也受到彭载舟、黄之锋等民主活动人士的鼓舞。
白纸世代不少青年在境外留学工作，认为结束动态清零不过“治标不治本”，根本的问题在于缺乏言论自由，必须推翻独裁、保障人权。中国大陆抗议式微后，留学生和海外华人团体继续活动，各种名目的白纸集会在境外遍地开花。
2023年9月4日日本NHK在当日播出的《今日焦点》节目指，所谓“白纸世代”，是指举着白纸、举行示威活动反对零新冠政策的中国年轻人。一位白纸世代青年表示，“我爱中国。我想改变它，哪怕是一点点……”中国境内白纸世代青年被失踪或受到威胁，海外白纸世代青年在境外抗议祖国的言论管制，但即使在境外也面临着政治压力。而該期節目在NHK World-Japan網站上線之後即被官方下線。

## 组织
白纸运动催生出了一系列以海外学生为主的公民组织，包括受香港《如水》杂志启发创立的独立杂志《莽莽》、纽约民主沙龙（后改名为热风，来源于鲁迅杂文集《热风》）、在英华人组织China Deviants、乔治·华盛顿大学的独立中国学生组织炬火-波托马克以及洛杉磯留學生組織的“同議”等。